# Рогоза Прокіп Данилович
Прокіп Данилович Рогоза (20 грудня 1911, село Лозуватка, тепер П'ятихатський район, Дніпропетровська область — ?) — український радянський партійний діяч, 1-й секретар Дніпродзержинського міськкому КПУ, секретар Дніпропетровського промислового обкому КПУ. Член Ревізійної Комісії КПУ в лютому 1960 — березні 1966 року. Депутат Верховної Ради УРСР 5-го скликання.

## Біографія
Народився в селянській родині.
З червня 1941 року — в Червоній армії, учасник німецько-радянської війни. Служив у авіаційних частинах. З травня 1943 року — ад'ютант авіаційної ескадрильї, з березня 1944 року — заступник начальника штабу із оперативно-розвідувальної частини 7-го гвардійського штурмового авіаційного полку 4-ї повітряної армії.
Член ВКП(б) з 1944 року.
Після демобілізації перебував на відповідальній партійній роботі.
До 1958 року — заступник секретаря партійного комітету, секретар партійного комітету КПУ Дніпровського металургійного заводу імені Дзержинського міста Дніпродзержинська Дніпропетровської області.
У 1958 — січні 1963 року — 1-й секретар Дніпродзержинського міського комітету КПУ Дніпропетровської області.
У січні 1963 — грудні 1964 року — секретар Дніпропетровського промислового обласного комітету КПУ — голова промислового обласного комітету партійно-державного контролю. Одночасно, у січні 1963 — грудні 1964 року — заступник голови виконавчого комітету Дніпропетровської промислової обласної Ради депутатів трудящих.
У грудні 1964 — травні 1968 року — завідувач промислового відділу Дніпропетровського обласного комітету КПУ.
Потім — персональний пенсіонер.

## Звання
- гвардії старший лейтенант
- гвардії капітан

## Нагороди
- орден Леніна (19.07.1958)
- орден Червоної Зірки (29.04.1944)
- орден Вітчизняної війни 2-го ст. (22.05.1945)
- медаль «За оборону Кавказу» (1.05.1944)
- медаль «За взяття Кенігсберга»
- медаль «За перемогу над Німеччиною у Великій Вітчизняній війні 1941—1945 рр.» (9.05.1945)
- медалі